# Ніколаєвський район (Волгоградська область)
Ніколаєвський район (рос. Николаевский район) — муніципальне утворення у Волгоградській області.
Розташований на території українського історичного та культурного краю Жовтий Клин.